# José Masriera y Vidal
José Masriera y Vidal (f. 1875) fue un platero y cincelador español de la segunda mitad del siglo XIX.

## Biografía
Platero y cincelador de Barcelona, fue padre de Francisco, José y Frederic Masriera Manovens. Contribuyó en gran manera al desarrollo de la orfebrería catalana. Entre las obras salidas de sus talleres figuraron Una pluma regalada al Doctor Letamendi por sus discípulos; Una escribanía con el busto de Cervantes y varias alegorías, Una copa de plata oxidada, El escudo de Sabadell, Una chimenea de plata con atributos de la Industria y el comercio, Un bastón de mando regalado en 1872 al General Martínez Campos,  una plancha de oro también para el anterior, Un tintero con el busto de Cristóbal Colon, Una gran escribanía alegórica para el rectoral de Barcelona, y numerosos objetos suntuarios y para el culto. Su verdadera especialidad fueron sin embargo los esmaltes, que podrían sostener la competencia con los mejores del extranjero. Falleció el 30 de marzo de 1875.